# Юсифзаде, Хошбахт Баги оглы
Юсуф-заде (Юсифзаде), Хошбахт Баги оглы (азерб. Yusifzadə Xoşbəxt Bağı oğlu: 14 января 1930, Пиршаги, ЗСФСР, СССР — 3 октября 2023) — азербайджанский геолог-нефтяник. Первый вице-президент ГНКАР. Почётный нефтяник СССР. Заслуженный инженер Азербайджанской ССР (1964). Заслуженный инженер Азербайджана (2005). Действительный член НАН Азербайджана (2007).

## Биография
Хошбахт Юсифзаде родился 14 января 1930 года в селе Пиршаги г. Баку.
В 1952 году окончил факультет геологоразведки Азербайджанского промышленного института им. М. Азизбекова.
В 1960 году защитил кандидатскую диссертацию на тему "Вопросы исследования нефтяных скважин и пластов и эффективной разработки и эксплуатации нефтяных объектов юго-западного крыла месторождения «Нефтяные камни». Присвоена учёная степень кандидата геолого-минералогических наук.
В1987 году в защитил докторскую диссертацию на тему «Принципы и методы ускоренного проведения поисково-разведочных работ морских нефтяных и газовых месторождений» в НИИ геологии и разработки горючих ископаемых Министерства нефтяной промышленности СССР. Доктор геолого-минералогических наук.
С 1952 года работал в Баку в управлении «Госспецнефтепроект» Министерства нефтяной промышленности СССР.
Затем работал в объединении «Морнефть», являлся заместителем начальника геологического отдела союза «Денизнефть».
В марте 1954 года назначен на должность старшего геолога первой шахты треста «Гюрганнефть» (в настоящее время — НГДУ «Нефтяные камни»).
В сентябре 1960 года назначен на должность заместителя начальника — старшего геолога им. XXII съезда КПСС.
С 1963 по 1970 год работал в «Башденизнефть», «Денизнефть». В 1970—1992 годах занимал разные должности от старшего геолога до заместителя генерального директора объединения «Каспморнефть», всесоюзного объединения «Каспморнефтьгазпром», производственного объединения «Каспморнефтьгаз» производственного объединения «Каспморнефть» (в настоящее время — «Хазарденизнефть»).
В 1992—1994 годах являлся первым вице-президентом государственного концерна «Азеринефть», а также советником президента ГНКАР.
С 1994 по 2016 год являлся вице-президентом ГНКАР по геологии, геофизике и разработке месторождений.
Участвовал в разработке более 20 нефтегазоконденсатных месторождений азербайджанского, туркменского и российского секторов Каспийского моря, в том числе Ашрафи, Азери — Чираг — Гюнешли, Шах-Дениз, Капаз, Карабах, Бахар, Апшерон, Умид.
С 2005 года — профессор.
Действительный член НАН Азербайджана (2007). Зарубежный член НАН Грузии (2010). Член-корреспондент Российской международной академии инженеров.
Член редакции «Национального Атласа».
Лауреат премии «Я — азербайджанец!». Почётный профессор Азербайджанского государственного университета нефти и промышленности.
Автор более 200 научных работ в области открытия и разработки нефтяных и газоконденсатных месторождений, в том числе 18 монографий, и 8 изобретений.
Скончался 3 октября 2023 года. Похоронен в Баку на первой Аллее почётного захоронения.

## Награды
- Орден «Гейдар Алиев» (13 января 2020 года) — за большие заслуги в развитии нефтяной промышленности Азербайджана и многолетнюю плодотворную деятельность[5].
- Орден «Независимость» (13 января 2000 года) — за большие заслуги в развитии нефтегазовой промышленности Азербайджана[6].
- Орден «Честь» (11 декабря 2009 года) — за большие заслуги в развитии нефтяной промышленности и науки в Азербайджане[7].
- Орден «Слава» (18 сентября 2004 года) — за успехи в осуществлении данного Соглашения, называемого на международной арене «Контрактом века», и заслуги в развитии нефтяной и газовой промышленности Азербайджана[8]
- Орден «Труд» I степени (19 сентября 2017 года) — за многолетнюю плодотворную деятельность в области нефтяной промышленности в Азербайджанской Республике[9][10][11].
- Два ордена Трудового Красного Знамени (1963, 1976).
- Орден «Знак Почёта» (1971).
- Медаль «За трудовую доблесть».
- Медаль «Ветеран труда» (1986)[12].
- Юбилейная медаль «За доблестный труд. В ознаменование 100-летия со дня рождения Владимира Ильича Ленина» (1970)[12].
- Орден Дружбы (2011, Вьетнам)[12].
- Заслуженный инженер Азербайджана (19 сентября 2005 года) — за заслуги в развитии нефтяной промышленности Азербайджана[13].
- Заслуженный инженер Азербайджанской ССР (1986)[12].
- Почётный диплом Президента Азербайджанской Республики (14 января 2015 года) — за большие заслуги в развитии нефтяной промышленности в Азербайджане[14][15].
- Две Почётные грамоты Президиума Верховного Совета Азербайджанской ССР (1960 и 1980).
- Премия Гейдара Алиева (10 мая 2019 года) — за особые заслуги в развитии нефтяной промышленности в Азербайджане[16][17][15].
- Диплом «Почётного профессора Бакинской высшей школы нефти» (28 января 2020 года) — за вклад в развитие нефтегазовой индустрии, науки и образования в Азербайджане[18].
- «Почётный учёный тюркского мира»[19] (9 января 2012)
- Орден «Чести и Совести» (2013, Международный наградный комитет Совета по общественным наградам ООН)[20]
- Почётное звание «Рыцаря науки и искусств» Академии естественных наук России[21] (2015)
- Золотая медаль имени Низами Гянджеви (2018)[22]
- Международная серебряная медаль им. Азада Мирзаджанзаде Российской академии естественных наук
- Европейский орден UNCOPA (Женева) (2019)[23]
- Медаль и диплом ЮНЕСКО «Развитие нанонауки и нанотехнологий» (2010)[24]
- Международная медаль «Золотая звезда» (2008, Международная академия наук по исследованиям тюркского мира)[25]
- Действительный член Международной академии наук по исследованиям тюркского мира (2008)[26]
- Почётный профессор Бакинской высшей школы нефти (2020)[27]

## Память
В 2015 году в Баку состоялся показ художественно-документального фильма «Самоотверженный», посвящённый 85-летнему юбилею Хошбахта Юсифзаде. Фильм, в основу которого легли жизненные очерки из книги Хошбахта Юсифзаде «Годы и вехи моей жизни», состоит из двух частей.
В 2019 году полной средней школе № 112 посёлка Пиршаги Сабунчинского района города Баку присвоено имя Хошбахта Юсифзаде.
В честь Юсифзаде назван танкер Азербайджанского каспийского морского пароходства.